# 総社町総社
総社町総社（そうじゃまちそうじゃ）は、群馬県前橋市の地名。郵便番号は371-0852。2013年現在の面積は2.61km2。

## 地理
前橋市の西部、利根川の左岸、榛名山南東麓の台地上に位置している。

### 河川・用水
- 利根川
- 天狗岩用水

## 歴史
「惣社」という地名は鎌倉時代頃からある地名である。江戸時代になると、はじめ総社藩領、寛永10年に高崎藩領、旗本安藤氏領を経て、宝永7年には幕府領、寛保2年に沼田藩領、延享4年から前橋藩領だった。

### 年表
- 1889年4月1日 町村制施行により、総社町は高井村、植野村と合併し西群馬郡総社町が成立する。その際、旧町村名を大字名としたため、総社町大字総社となる。
- 1896年4月1日 郡統合（西群馬郡と片岡郡の統合）により群馬郡に所属する。
- 1954年4月1日 周辺1町5村（元総社村、上川淵村、芳賀村、桂萱村、下川淵村、東村）とともに総社町は前橋市へ編入する。その際、総社町になった際の3大字に「総社町」を冠称し、町名としたため前橋市総社町総社となる。
- 1969年 一部が問屋町1-2丁目となる。
- 1975年 一部が石倉町1-3,5丁目、大渡町1-2丁目、総社町1-3丁目となる。
- 1976年 一部が高井町1丁目となる。
- 1977年 一部が大友町1-3丁目、元総社町1-2丁目となる。
- 1983年 一部が石倉町1-5丁目となる。

### 地名
地名の由来は11世紀後半、国司政治の衰退期に、国司が国内の549社を勧請し神明帳を奉祀し、これを御神体として、上野国総社大明神として宮辺に社殿を建立したことにはじまる。慶長6年に秋元越中守長朝の領地となり、惣社の地より、上野勝山の地へ城づくりと町割りをして、慶長12年には古来の惣社に「元」の字を加え「元惣社」とし、新城の地を「総社町」と名付けた。
鎌倉時代頃は「惣社」と書いていたが、江戸時代頃になると、現在と同じ「総社」と書くようになっていった。

## 世帯数と人口
2017年（平成29年）8月31日現在の世帯数と人口は以下の通りである。
| 町丁       | 世帯数    | 人口    |
| ---------- | --------- | ------- |
| 総社町総社 | 2,165世帯 | 4,831人 |

## 小・中学校の学区
市立小・中学校に通う場合、学区は以下の通りとなる。
| 番地 | 小学校                 | 中学校               |
| ---- | ---------------------- | -------------------- |
| 一部 | 前橋市立勝山小学校     | 前橋市立第六中学校   |
| 一部 | 前橋市立総社小学校     | 前橋市立第六中学校   |
| 一部 | 前橋市立総社小学校     | 前橋市立元総社中学校 |
| 一部 | 前橋市立元総社北小学校 |                      |

## 交通

### 鉄道
JR群馬総社駅

### 道路
国道は通っていらず、県道は群馬県道6号前橋箕郷線と群馬県道15号前橋伊香保線が通っている。

## 施設
- 前橋市立総社小学校
- 前橋市立第六中学校
- 前橋市立元総社中学校
- 前橋市総社歴史資料館
- 総社郵便局
- 大渡自動車学校

## 史跡

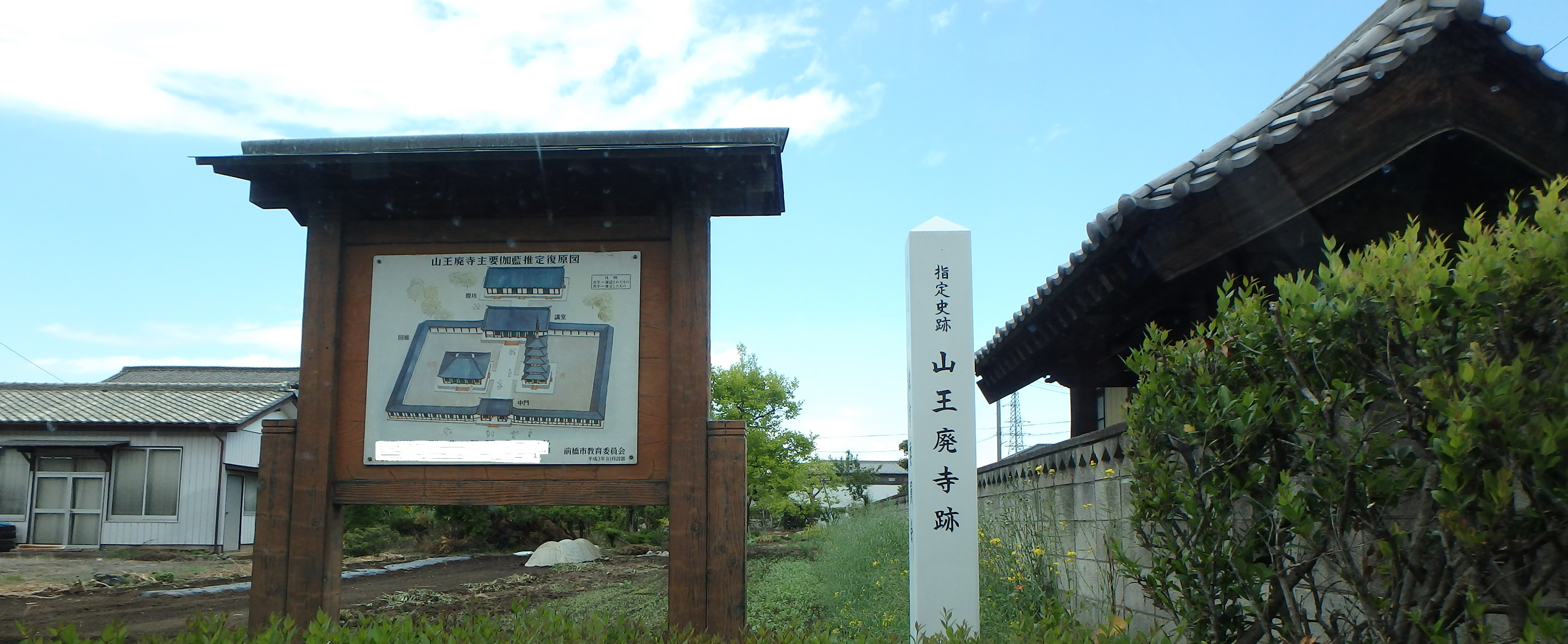
山王廃寺跡

- 山王廃寺跡
- 遠見山古墳